# كريستين دي لوكا
كريستين دي لوكا (بالإنجليزية: Christine De Luca)‏ هي كاتِبة وشاعرة بريطانية، ولدت في 8 أبريل 1947 في Walls, Shetland ‏ في المملكة المتحدة.

## وصلات خارجية
- كريستين دي لوكا على موقع ميوزك برينز (الإنجليزية)

- الموقع الرسمي